# Melodram (Literatur)
Das Melodram ist eine Form des lyrischen Dramas, deren für diese Gattung typische musikalische Komponente hier jedoch nach und nach in den Hintergrund tritt. Die Entstehung des in der Literatur heute mit dem Begriff Melodram bezeichneten Stils kann man am ehesten in der französischen Aufklärung finden.

## Definition
Melodram setzt sich aus zwei griechischen Wörtern zusammen: melos: ‚Lied’ / ‚Klang’ und drama: ‚Handlung’. Das Melodram ist zunächst eine Form des lyrischen Dramas, das Lyrische ist seit der Antike fester Bestandteil des Dramas, das aus dem Chorgesang entstand und die Mitwirkung der Musik verlangte. In der Literatur entwickelt sich das Melodram in der zweiten Hälfte des 18. Jahrhunderts aus der Oper, dem Singspiel und aus lyrischen Kantaten sowie dem Oratorium. Im Laufe der Jahre tritt jedoch das musikalische immer stärker in den Hintergrund. Sind die ersten lyrischen Dramen im 18. Jahrhundert noch religiöse Trauerspiele, trennt sich der Weg von rein literarischen Werken und für das Theater geschriebenen Stücken spätestens nach der Hochblüte des lyrischen Dramas im Frankreich des späten 18. Jahrhunderts. Auch in den Theaterstücken verschwindet das melos jedoch nach und nach, da die Theatertechnik dieser Zeit musikalische Eingriffe kaum ermöglichen kann. In einigen späteren Werken wird diese Technik jedoch von den Autoren wieder bewusst eingesetzt, zum Beispiel in Drachmanns Stück  Vølund Smed.
Lyrische Dramen im Allgemeinen und das Melodram im Speziellen zeichnen sich vor allem durch das Überwiegen einer lyrischen Grundstimmung gegenüber dem häufig stark zurücktretenden dramatischen Geschehen aus. Darstellungen von ausschließlich innerseelischen Entwicklungen, Handlungen oder Leidenschaften sind typisch für das literarische Melodram. Das Melodram ist also ein gefühlsbetontes oder Seelendrama. „Lyrische Dramen entstehen immer in Epochen gesteigerter Empfindsamkeit, in denen der Irrationalismus des Gefühlskults die klassischen Dramenformen sprengt.“ (Wodtke, 1965)

## Geschichte
Nach den musikalischen (Bühnen-)dramen des 18. Jahrhunderts markiert J. J. Rousseaus  Pygmalion gleichzeitig den Höhepunkt aber auch die Zäsur der lyrischen Dramen. Rousseau trennt nämlich als Erster Sprache und Musik. Dennoch folgen noch eine große Zahl bedeutender lyrischer Dramen nach, ehe zu Beginn des 19. Jahrhunderts die Mono- und Duo- sowie die Melodramen verfallen und mehrfach parodiert werden. In der deutschen Romantik kann sich das Melodram nicht auf den alten Grundlagen weiterentwickeln, doch tragen fast alle Werke dieser Epoche Wesenszüge des lyrischen Dramas. Dabei ist eine inhaltliche Verschiebung hin zu Traum, Ahnung und Sehnsucht zu erkennen. In England und Frankreich jedoch bleibt das lyrische Drama vor allem im romantischen Melodram lebendig, verschiedene Autoren sind hierbei von großer Bedeutung, Byron oder Victor Hugo seien exemplarisch benannt. Das lyrische Drama der Moderne entstand im Symbolismus des ausgehenden 19. Jahrhunderts. Dabei wurde, als Gegenbewegung zum Naturalismus, auf die Inhalte der lyrischen Dramen der Romantik zurückgegriffen. Schwermut und Tragik des ästhetischen Menschen, die Zweifel an der Tragfähigkeit der eigenen Existenz und das Bewusstsein um Vergänglichkeit und Tod bestimmten beispielsweise die kleinen Dramen Hugo von Hofmannsthals.

## Das Wesen des Melodrams
Grundsätzlich basiert das Melodram auf dem Kampf zwischen Gut und Böse. Das Böse muss in der melodramatischen Welt als solches entlarvt und bekämpft und im besten Falle schlussendlich auch vertrieben werden. Sowohl "Gut" als auch "Böse" sind im Melodram immer personalisiert, werden also durch handelnde Menschen verkörpert. Die gesellschaftliche Ordnung, die Moral und die Ethik sind die Maßstäbe um das Gute vom Bösen zu unterscheiden. Der gute, handelnde Mensch erkennt sich selbst alsbald als Schauspieler auf der Bühne des Lebens, er erkennt, dass es von außen auf ihn einwirkende Kräfte gibt, die er nicht besiegen kann. Das Melodram lässt dann beide Möglichkeiten zu: Entweder, durch diese Erkenntnis zu scheitern beziehungsweise an den Kräften zu zerbrechen oder aber das schier übermächtige Böse doch besiegen zu können, beides hat jedoch den Triumph der Tugend zur Folge. Die Sprache im Melodram ist stets eine überhöhte Ausdrucksweise einfacher alltäglicher Gesten. Dabei werden auch Beziehungen zwischen einfachen Handlungen und meist utopischen Wünschen hergestellt. "Sage immer die Wahrheit... Ich bitte dich darum bei diesen Füßen, die ich in meinen Händen gewärmt habe, als du noch in der Wiege lagst." lässt Denis Diderot beispielsweise einen ans Bett gefesselten Vater zu seinem Sohn sagen. (Diderot, 1968) Dahinter steckt der Wunsch der frühen melodramatischen Schriftsteller, das einfache Leben durch Überhöhungen interessant zu machen. Dies wird erreicht, indem Druck auf die Oberfläche dieses einfachen oder scheinbar geordneten Lebens ausgeübt wird und zwar eben durch das eingangs angesprochene "Böse" und auch dadurch, dass eine Mitte zwischen Gut und Böse radikal ausgeschlossen wird. (Brooks, 1994)

## Das Moralisch-Okkulte
Brooks spricht in seinem Aufsatz zum Melodram von dem Moralisch-Okkultem als Grundthema das Melodrams.
Im Zuge der Aufklärung und der damit einhergehenden Entsakralisierung fehlt vor allem den Schriftstellern und Theaterautoren der wesentliche religiös-moralische Bezugspunkt, an dem sich die meisten dramatischen Stücke und Werke bis zu dieser Zeit orientiert hatten und den sie auch meist als zentrale Handlungsanweisung für ihre Protagonisten genutzt hatten. Dieser Verlust wurde in der Gesellschaft aufgefangen durch ein entstehendes Bewusstsein für rationelle Handlungen, Vernunft, Ethik und Moral. Die neue dramatische Handlungsweise bestand also nun darin, die nicht mehr von außen (früher: Kirche) vorgegebene Sicht- und Seinsweise des modernen Menschen zu hinterfragen und auch seine Verzweiflung und Ausweglosigkeit aufzuzeigen. Die vage Definition von Moral und Ethik machte diese beiden Begriffe und die dazugehörigen Lebenskonstrukte angreifbar, im Melodram wird dieser Angriff immer vom Bösewicht ausgeführt. Ziel des Melodrams muss es dann sein, den Angriff des Bösewichts auf "das Gute" abzuwehren. Diese über allem schwebende Moral bezeichnet Brooks als das Moralisch-Okkulte, eine nicht fassbare, spirituelle Kraft die innerhalb der Realität zwar nicht eindeutig erkenn- und benennbar aber dennoch stets wirksam ist. Das Gute muss es sich nicht nur zur Aufgabe machen, diese Kraft zu verteidigen oder wiederherzustellen, sondern sie auch sichtbar zu machen, sie zu erfassen und zu artikulieren.